# Ghiacciaio Lord
Il ghiacciaio Lord (in inglese Lord Glacier) è un ghiacciaio lungo circa 11 km situato sulla costa di Ruppert, nella parte occidentale della Terra di Marie Byrd, in Antartide. Il ghiacciaio, il cui punto più alto si trova ad oltre 400 m s.l.m., fluisce in direzione nord-ovest a partire dalle cime Coulter fino ad entrare nella baia di Hull.

## Storia
Il ghiacciaio Lord è stato così battezzato dal Comitato consultivo dei nomi antartici in onore di Neal E. Lord, dell'Università del Wisconsin, autore di numerosi studi, a partire dalla fine degli anni ottanta, inerenti ai flussi di ghiaccio della calotta antartica nella regione dell'Antartide Occidentale.